# Expo 2015

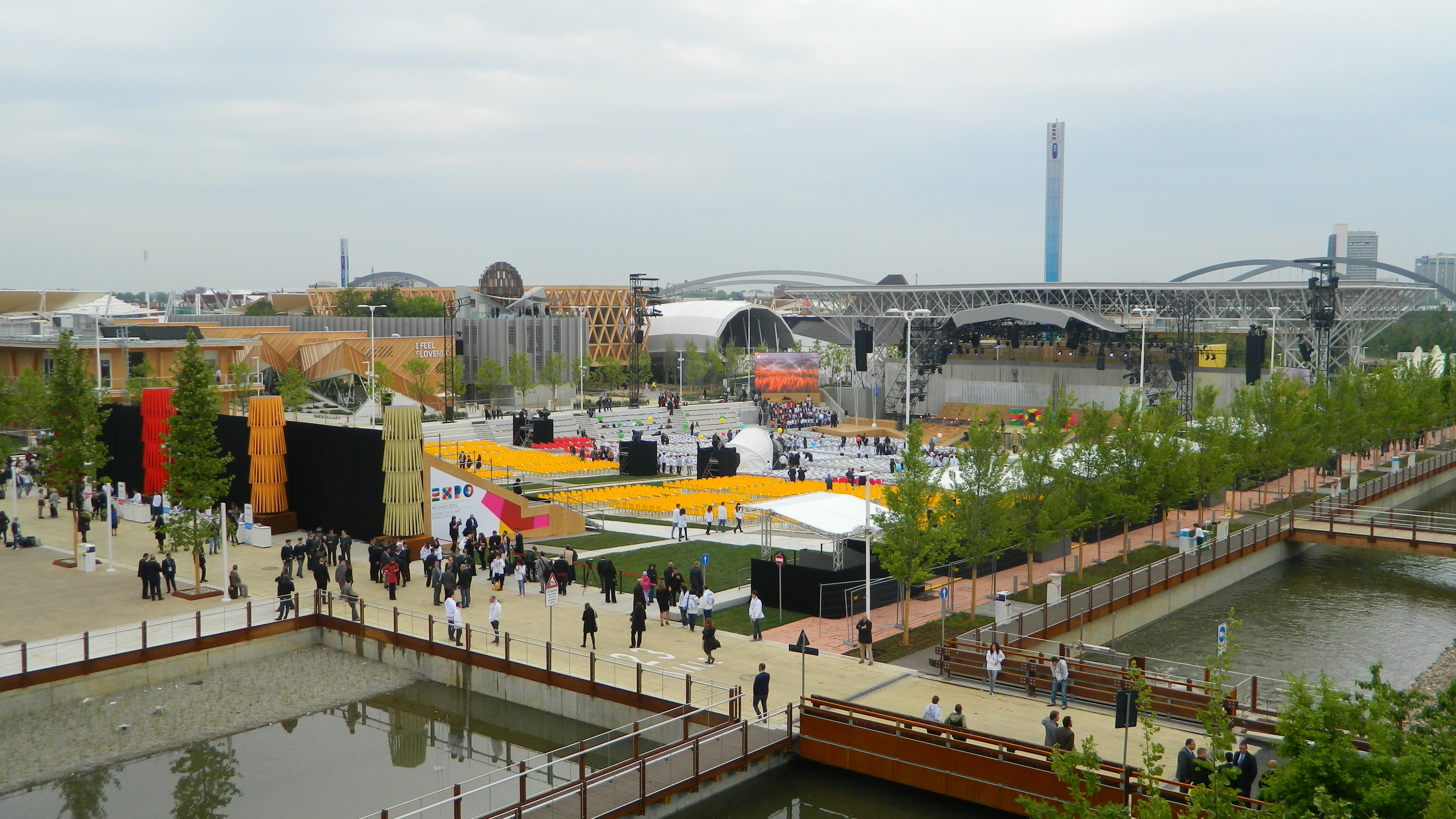
Openluchttheater op de Expo 2015

De Expo 2015 was de 34e universele wereldtentoonstelling en vond plaats in de gemeenten Rho en Pero bij de Noord-Italiaanse stad Milaan. Op 23 november 2010, werd het evenement officieel aangekondingd door het Internationaal Tentoonstellingsbureau (BIE). Het BIE verkoos in Parijs Milaan op 31 maart 2008. Expo 2015 had als thema Voedsel voor de planeet, energie voor het leven. De Expo opende op 1 mei 2015 om 10:00 uur en sloot op 31 oktober 2015 omstreeks 19:30 uur, direct na de sluitingsceremonie.

## Thema
Het gekozen thema voor de Wereldtentoonstelling Milaan 2015 was Voedsel voor de planeet, energie voor het leven. Dit omvatte technologie, innovatie, cultuur, tradities en creativiteit en hoe deze elementen zich verhouden tot eten en diëten. Expo 2015 had verder ook eerder geïntroduceerde themata (bijvoorbeeld water in Expo 2008 in Zaragoza) in het licht van nieuwe globale scenario's, met een focus op het recht op gezond, veilig en voldoende voedsel voor alle wereldbewoners.

## Terrein
Het door Expo 2015 ingenomen gebied van 1,1 vierkante kilometer bevond zich in de provincie Milaan. Naast de promenade van ruim 1,4 kilometer waren er op het terrein onder meer een kinderpark, twee theaters, een supermarkt en een tijdelijke vestiging van McDonald's.

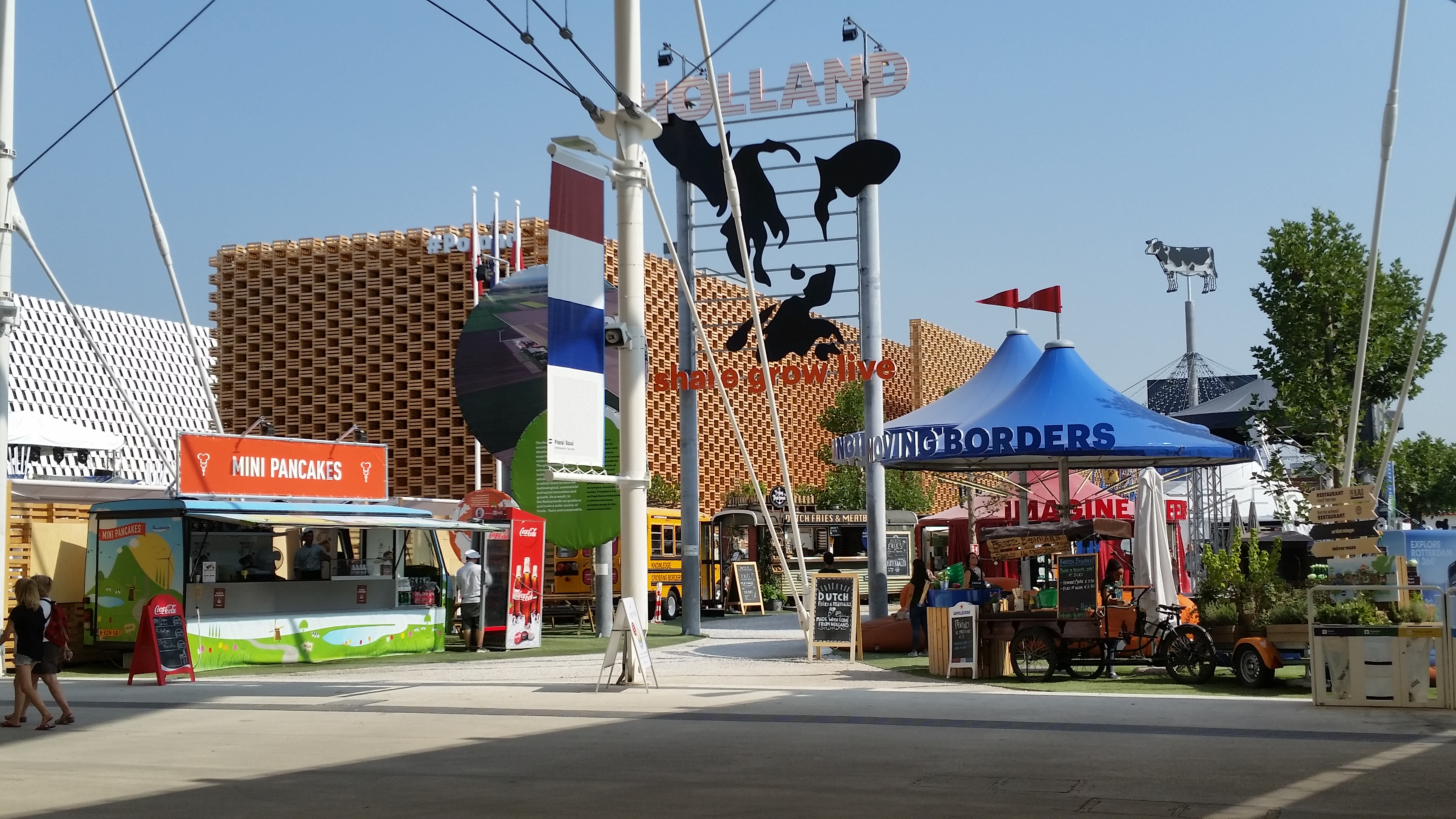
Het Nederlandse paviljoen

## Deelnemers
Er waren 145 deelnemende landen, drie internationale organisaties, dertien niet-gouvernementele organisaties en vijf bedrijven op de expo aanwezig.
| - Albanië - Armenië - Azerbeidzjan - België - Bulgarije - Duitsland - Frankrijk - Georgië - Italië (gastland) - Letland - Litouwen - Moldavië - Monaco - Montenegro - Nederland - Oekraïne - Oostenrijk - Roemenië - Rusland - San Marino - Slovenië - Slowakije - Spanje - Turkije - Wit-Rusland - Zwitserland - Algerije - Congo-Brazzaville - Egypte - Eritrea - Ethiopië - Gabon - Gambia - Ghana - Guinee - Guinee-Bissau - Kameroen - Kenia - Mali - Mauritanië - Mozambique - Oeganda - Senegal - Seychellen - Sierra Leone - Tanzania - Togo - Tunesië | - Bangladesh - Brunei - Cambodja - China - India - Indonesië - Iran - Israël - Japan - Kazachstan - Kirgizië - Koeweit - Libanon - Mongolië - Nepal - Oezbekistan - Oman - Palestina - Pakistan - Qatar - Saoedi-Arabië - Sri Lanka - Syrië - Tadzjikistan - Thailand - Verenigde Arabische Emiraten - Vietnam - Zuid-Korea - Argentinië - Bolivia - Brazilië - Chili - Colombia - Costa Rica - Dominica - Dominicaanse Republiek - Ecuador - Guatemala - Haïti - Honduras - Panama - Peru - Saint Lucia - Saint Vincent en de Grenadines - Verenigde Staten - Uruguay - Micronesië - Palau - CERN - Verenigde Naties |